# 美佳航空
美佳航空（Mega Maldives，IATA：LV，ICAO：MEG），是一間總部設於马尔代夫的包機航空公司，於2010年年底成立，於同年12月22日獲頒航空營運商證書。
美佳航空於2017年5月2日因公司架構重組暫時停止營運,直至另行通知。

美佳航空於2018年2月27日宣佈因沒有新投資者出現，正式自願清盤，並已委託當地法律顧問，出售公司所有資產償還一切債務。

## 歷史
美佳航空首條航線於2010年12月28日首航，從馬累飛往甘島。2011年1月21日，開辦首條國際航線—馬累往香港，每5天提供服務。

## 歷史航點
馬爾代夫
- 馬累 - 馬累國際機場（枢纽机场）

泰國
- 曼谷-蘇凡納布米機場

马来西亚
- 吉隆坡 - 吉隆坡国际机场

澳門
- 澳門 - 澳門國際機場[6]

中國内地
- 北京 - 首都機場
- 上海 - 浦東機場
- 瀋陽 - 桃仙机场

帕勞
- 帕勞 - 羅曼·莫圖國際機場

南韓
- 首爾 - 仁川國際機場

臺灣
- 季節性-台北 - 桃園國際機場

## 機隊
截至2018年2月，美佳航空的機隊如下:

## 外部連結
- 官方網站